# U-315
U-315 — средняя немецкая подводная лодка типа VIIC времён Второй мировой войны.

## История
Заказ на постройку субмарины был отдан 25 августа 1941 года. Лодка была заложена 7 июля 1942 года на верфи Флендер-Верке, Любек, под строительным номером 315, спущена на воду 29 мая 1943 года. Лодка вошла в строй 10 июля 1943 года под командованием оберлейтенанта Герберта Цоллера.

### Флотилии
- 10 июля 1943 года — 28 февраля 1944 года — 8-я флотилия (учебная)
- 1 марта 1944 года — 14 сентября 1944 года — 11-я флотилия
- 15 сентября 1944 года — 8 мая 1945 года — 13-я флотилия

### История службы
Лодка совершила 15 боевых походов, потопила одно судно водоизмещением 6996 брт, один военный корабль (1370 тонн) после повреждений не восстанавливался. В сентябре 1944 года безуспешно пыталась прорваться в Кольский залив, имея приказ атаковать советский линкор Архангельск, столкнулась с сетевыми противолодочными заграждениями, атакована кораблями дозора и вернулась на базу.
3 января 1945 года из-за неисправности дизельных двигателей U-315 досрочно вернулась на базу. Эта лодка была оснащена шноркелем. Выведена из эксплуатации в Тронхейме, Норвегия 1 мая 1945 года. Разобрана в марте 1947 года.